# Président de la république de Turquie
Le président de la république de Turquie (en turc : Türkiye Cumhuriyeti cumhurbaşkanı) est le chef de l'État et du gouvernement de la Turquie, dont les attributions constitutionnelles sont définies à la section I du chapitre II de la constitution de 1982.
À partir de 2018, à la suite du référendum constitutionnel et à la réforme conséquente opérée en décembre 2017 qui transforme le régime parlementaire en un régime présidentiel, le président devient le chef du gouvernement et est assisté par un vice-président de la république de Turquie.

## Élection

### Processus électoral

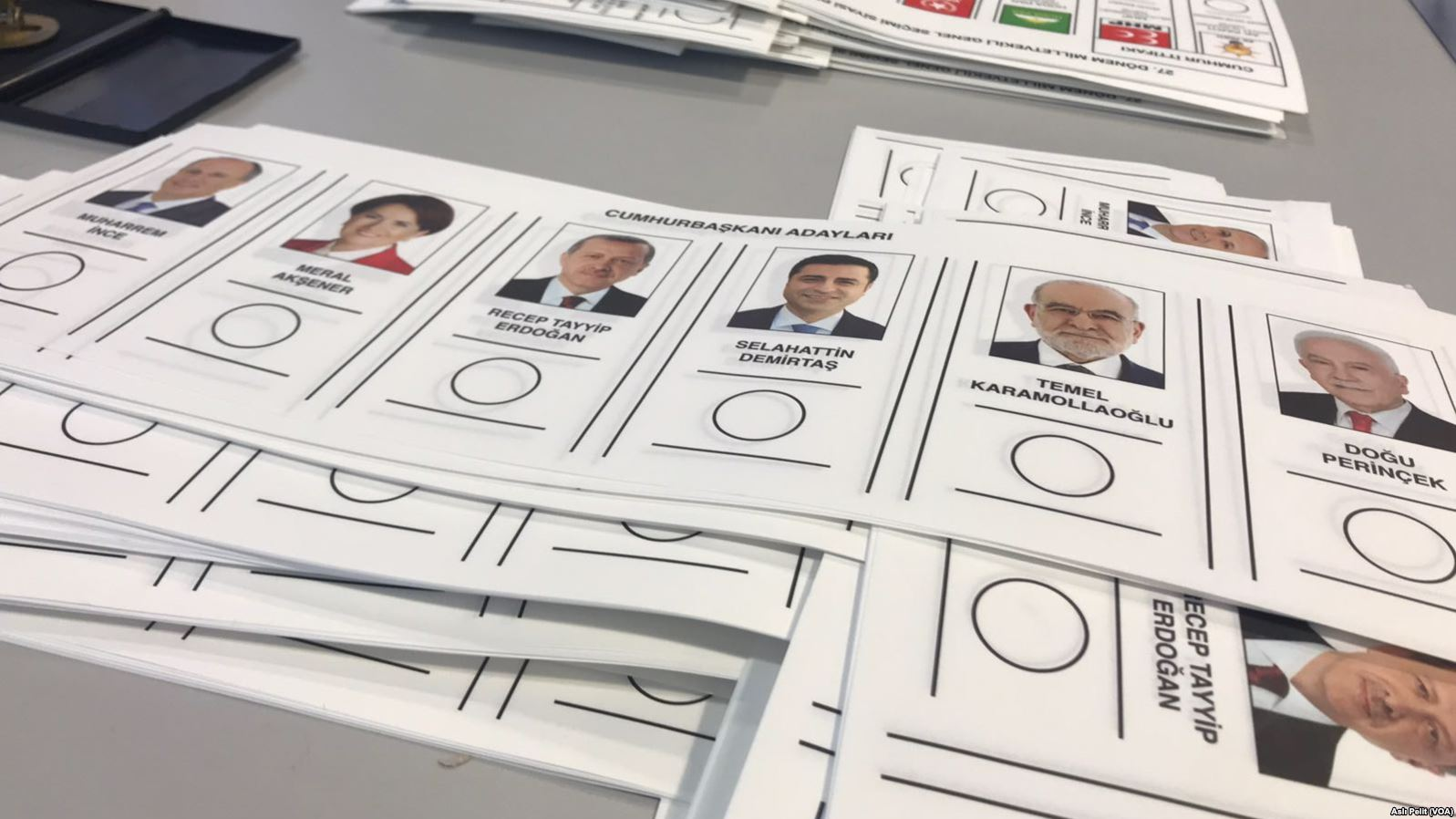
Bulletins de vote utilisés en 2018

Le président de la république de Turquie est élu au scrutin uninominal majoritaire à deux tours pour un mandat de cinq ans renouvelable une fois. Pour être élu, un candidat doit recueillir la majorité absolue des suffrages exprimés au premier tour. A défaut, un second tour est organisé entre les deux candidats arrivés en tête au premier tour, et le vainqueur est déclaré élu. 
L'élection du président de la république de Turquie a lieu dans les soixante jours précédant le terme du mandat du président en exercice, ou dans les soixante jours suivant la vacance de la présidence pour quelque raison que ce soit. La désignation d'un candidat exige une proposition écrite de 20 membres de l'Assemblée. Enfin, les partis politiques ayant obtenu plus de 10 % des voix lors des dernières élections législatives peuvent désigner un candidat commun.

### Durée du mandat
Jusqu'en 1961, le président de la république de Turquie était élu pour un mandat de quatre ans, sans limite de rééligibilité, par la Grande Assemblée nationale. En cas de démission ou de décès, un président est élu pour terminer le mandat de son prédécesseur. En cas de dissolution de la Grande Assemblée nationale, un nouveau président est élu pour un nouveau mandat de quatre ans.
De 1961 à 2007, le président de la république de Turquie est élu pour un mandat unique de sept ans par la Grande Assemblée nationale.
Depuis 2007, le président de la république de Turquie est élu pour un mandat de cinq ans, renouvelable une fois, au suffrage direct.

### Incompatibilité
En dehors des incompatibilités existentes dès la candidature, certaines incompatibilités apparaissent lorsque le candidat est élu : le président ne peut être membre d'un parti politique ou de la Grande Assemblée nationale de Turquie, par conséquent, ses fonctions prennent fin lors de son élection.

### Conditions d'éligibilité
Pour être éligible, l'article 101 dispose qu'il faut être citoyen turc éligible à l'Assemblée, avoir plus de 40 ans et avoir terminé des études supérieures. Cette disposition renvoie donc aux éléments pertinents de l'article 76 sur éligibilité des députés, c'est-à-dire qu'il faut aussi que la personne ait accompli son service militaire, que la personne ne soit pas exclue du service public, que la personne n'ait pas été condamnée à une peine d'un an ou plus de prison (sauf si celle-ci résulte d'une imprudence), que cette condamnation n'ait pas eu lieu à la suite d'un délit défini comme infamant même si la personne a bénéficié d'une amnistie.
Tout parti politique qui a remporté au moins 5 % des voix lors des précédentes élections législatives peut présenter un candidat, bien que les partis qui n'ont pas atteint ce seuil puissent former des alliances et présenter des candidats communs tant que leur part totale des voix dépasse 5 %. Les candidats indépendants peuvent se présenter s'ils recueillent 100 000 signatures de soutien parmi les individus inscrits sur les listes électorales.
Par ailleurs, l'article 76 paragraphe 3 précise des incompatibilités :

« Les juges et procureurs, les membres des juridictions supérieures, les membres du corps enseignant des institutions d'enseignement supérieur, les membres du Conseil de l'enseignement supérieur, les agents des institutions et établissement publics ayant le statut de fonctionnaire ainsi que les autres agents publics qui, en raison de la nature du service qu'ils accomplissent, n'ont pas la qualité d'ouvriers et les membres des Forces armées ne peuvent être candidats ni être élus en tant que député à moins de démissionner de leurs fonctions. »

— Article 76 paragraphe 3 de la Constitution

### Prestation de serment
L'article 103 de la Constitution dispose que le président doit prêter serment devant la Grande Assemblée nationale de Turquie. Il prête le serment suivant :

« Cumhurbaşkanı sıfatıyla, Devletin varlığı ve bağımsızlığını, vatanın ve milletin bölünmez bütünlüğünü, milletin kayıtsız ve şartsız egemenliğini koruyacağıma, Anayasaya, hukukun üstünlüğüne, demokrasiye, Atatürk ilke ve inkılâplarına ve lâik Cumhuriyet ilkesine bağlı kalacağıma, milletin huzur ve refahı, millî dayanışma ve adalet anlayışı içinde herkesin insan haklarından ve temel hürriyetlerinden yararlanması ülküsünden ayrılmayacağıma, Türkiye Cumhuriyetinin şan ve şerefini korumak, yüceltmek ve üzerime aldığım görevi tarafsızlıkla yerine getirmek için bütün gücümle çalışacağıma Büyük Türk Milleti ve tarih huzurunda, namusum ve şerefim üzerine andiçerim. »

— Article 103 de la Constitution

« En qualité de président de la République, je jure sur l'honneur devant la Grande Nation turque et l'histoire de sauvegarder l'existence et l'indépendance de l'État, l'intégrité indivisible de la patrie et de la nation et la souveraineté inconditionnelle de la nation, de rester attaché à la Constitution, à la suprématie du droit, à la démocratie, aux principes et réformes d'Atatürk et au principe de la République laïque, de ne pas m'écarter de l'idéal en vertu duquel chacun jouit des droits de l'homme et des libertés fondamentales d'une manière conforme à la justice, à la solidarité nationale et à la paix et au bien-être de la nation, de travailler de toutes mes forces en vue de sauvegarder l'honneur et la gloire de la république de Turquie et de les hisser au plus haut niveau et de remplir impartialement la charge que j'ai assumée. »

— Article 103 de la Constitution

## Compétences
Le président est à la fois chef de l'État et le chef de gouvernement, les fonctions de Premier ministre ayant été supprimées à la suite de la révision constitutionnelle adoptée lors du référendum constitutionnel turc de 2017.

### Fonctions législatives
Le président « peut prononcer à la Grande Assemblée nationale de Turquie le discours d'ouverture de l'année législative le premier jour de celle-ci, lorsqu'il le juge nécessaire, convoquer la Grande Assemblée nationale de Turquie en cas de nécessité,  promulguer les lois, renvoyer les lois à la Grande Assemblée nationale de Turquie en vue d'une nouvelle délibération, soumettre à référendum les lois portant révision constitutionnelle, lorsqu'il l'estime nécessaire, intenter devant la Cour constitutionnelle une action en annulation des lois, des décrets-lois, du Règlement intérieur de la Grande Assemblée nationale de Turquie ou de certaines de leurs dispositions, qu'il estime inconstitutionnelles quant à la forme ou quant au fond, et décider du renouvellement des élections à la Grande Assemblée nationale de Turquie ».

### Fonctions exécutives

#### Fonctions gouvernementales
Le président nomme et révoque les ministres. Il préside le Conseil des ministres.

#### Affaires étrangères
Le président accrédite les représentants turcs à l’étranger et reçoit les lettres d'accréditation des représentants des États étrangers. Il signe et ratifie les traités internationaux.

#### Fonctions militaires et situations de crise
Il est le commandement en chef des Forces armées turques au nom de la Grande Assemblée nationale de Turquie et décide de se servir des Forces armées turques. Il est le Chef d'état-major général. Il convoque le Conseil de sécurité nationale, qu'il préside.
Il proclame l'état de siège ou l'état d'urgence et édicte des décrets-lois en vertu d'une décision du Conseil des ministres réuni sous sa présidence.

#### Autres fonctions
Il « signe les décrets, gracie les individus ou réduit leur peine pour cause de maladie chronique, d'infirmité ou de sénilité, nomme les membres et le président du Conseil de contrôle d'État, charge le Conseil de contrôle d'État de missions d'étude, d'enquête et de vérification, [et] les membres du Conseil de l'enseignement supérieur, désigne les recteurs d'université »

### Compétences judiciaires
Le président peut « nommer les membres de la Cour constitutionnelle, un quart des membres du Conseil d'État, le procureur général de la République près la Cour de cassation et le procureur général adjoint de la République près la Cour de cassation, les membres de la Cour de cassation militaire, les membres du Tribunal administratif militaire supérieur ainsi que les membres du Conseil supérieur des juges et des procureurs ».

#### Présidentialisation depuis 2014
Recep Tayyip Erdoğan souhaite transformer la Turquie en une république présidentielle, en renforçant les pouvoirs du président, largement protocolaires actuellement, au détriment du Premier ministre. Ces changements sont actés en 2017, après la victoire du oui au référendum constitutionnel turc de 2017.

## Statut
En vertu de l’article 105 paragraphe 3, « le président de la République peut être inculpé de haute trahison en vertu d'une décision prise à la majorité des trois quarts du nombre total des membres de la Grande Assemblée nationale de Turquie sur proposition d'un tiers au moins du nombre total de ses membres ».

## Succession
En cas d'incapacité, le vice-président de la république de Turquie exerce les fonctions du président de la République, notamment par suite de maladie ou de séjour à l'étranger. Dans ces deux cas, la fonction d'intérim est exercée jusqu'à ce que le titulaire légitime de la fonction reprenne son poste. Avant 2018, le président de la Grande Assemblée nationale de Turquie exerçait ces attributions.
En cas de vacances, à la suite d'un décès, une démission ou autre, le vice-président de la République assure l'intérim jusqu'à ce qu'un nouveau président de la République soit élu à l'issue d'un scrutin anticipé convoqué dans les quarante-cinq jours. Si le poste de président de la République devient vacant et qu'il reste moins d'un an avant les prochaines élections législatives, celles-ci sont organisées en même temps que l'élection présidentielle. Si le poste devient vacant plus d'un an avant les élections générales, le président nouvellement élu demeure en fonction uniquement jusqu'à celles-ci.

## Titulaires

Mustafa Kemal Atatürk (1923-1938)
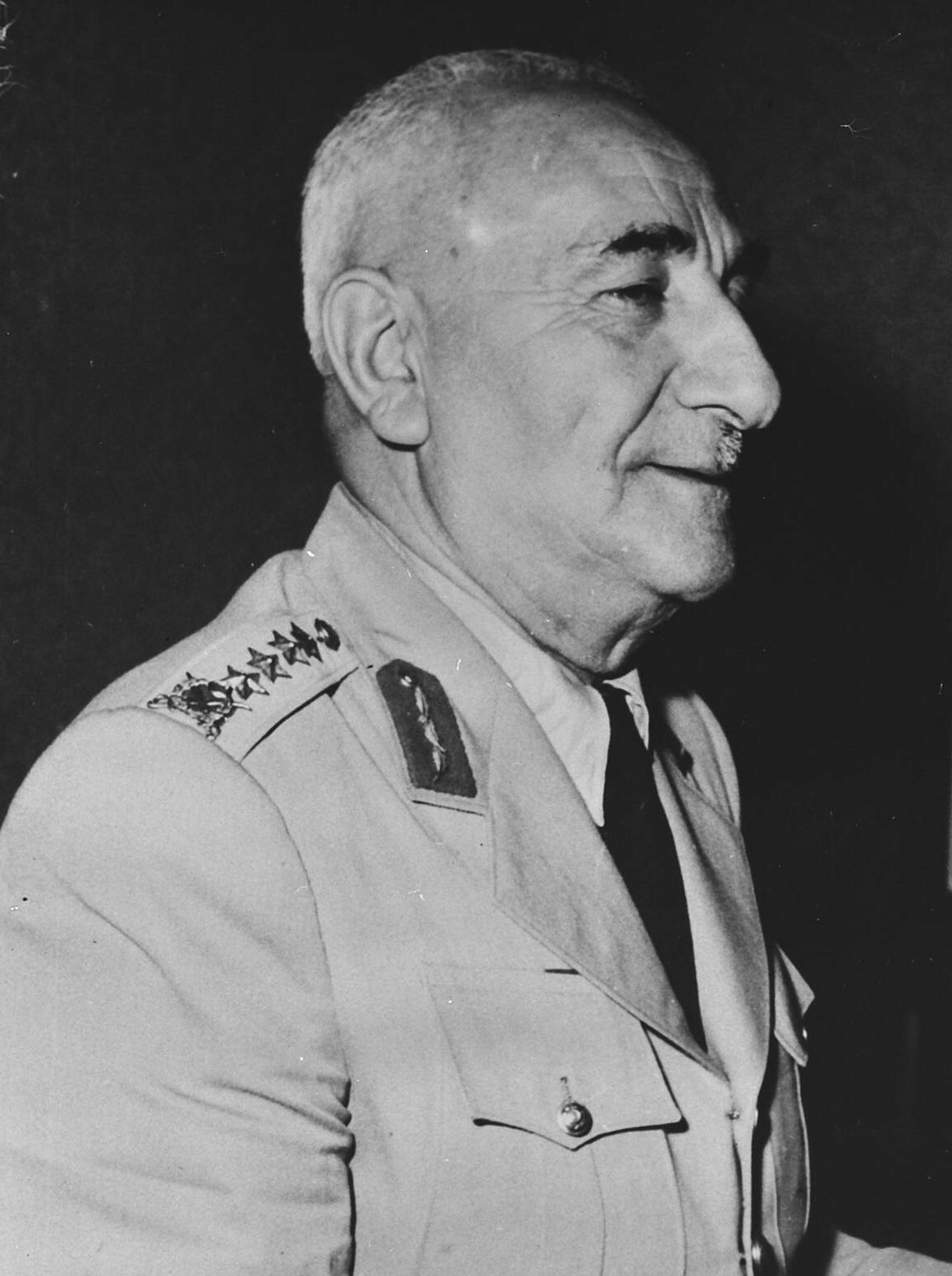
Cemal Gürsel (1961-1966)
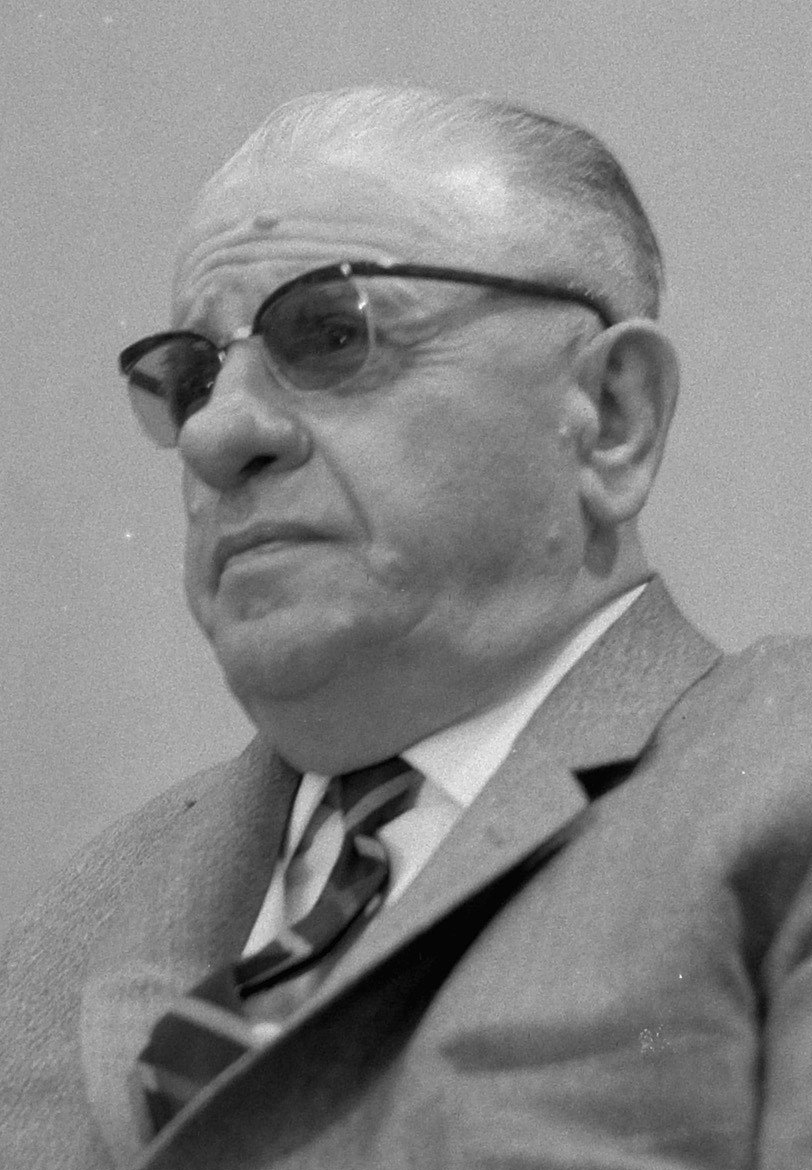
Cevdet Sunay (1966-1973)
Fahri Korutürk (1973-1980)

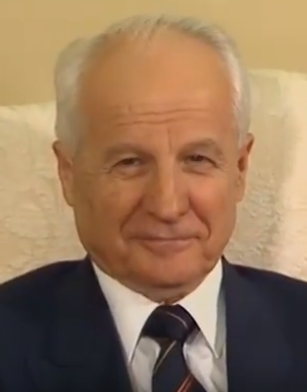
Kenan Evren (1982-1989)
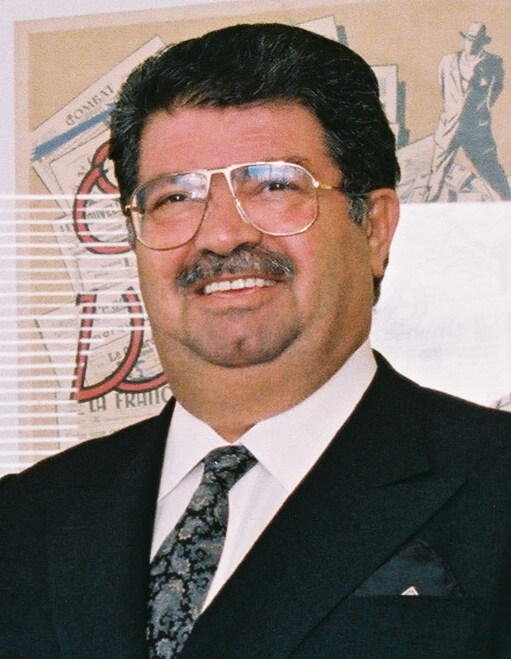
Turgut Özal (1989-1993)
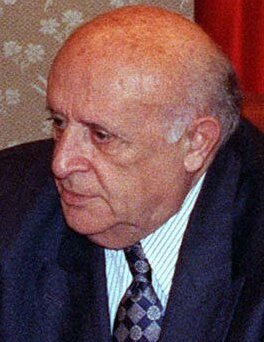
Süleyman Demirel (1993-2000)
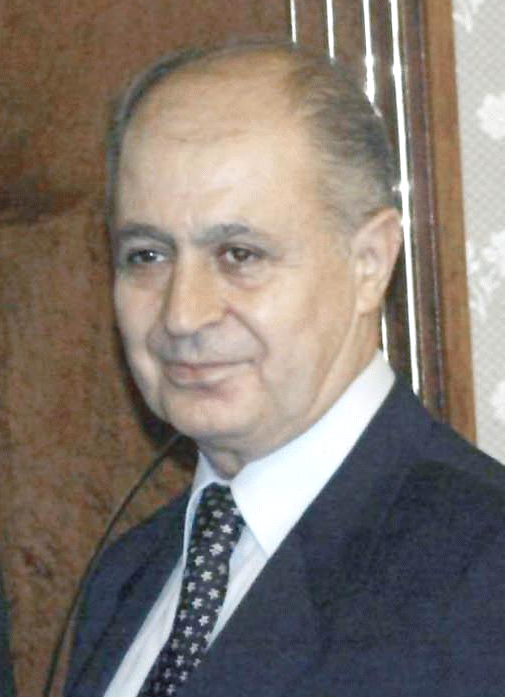
Ahmet Necdet Sezer (2000-2007)
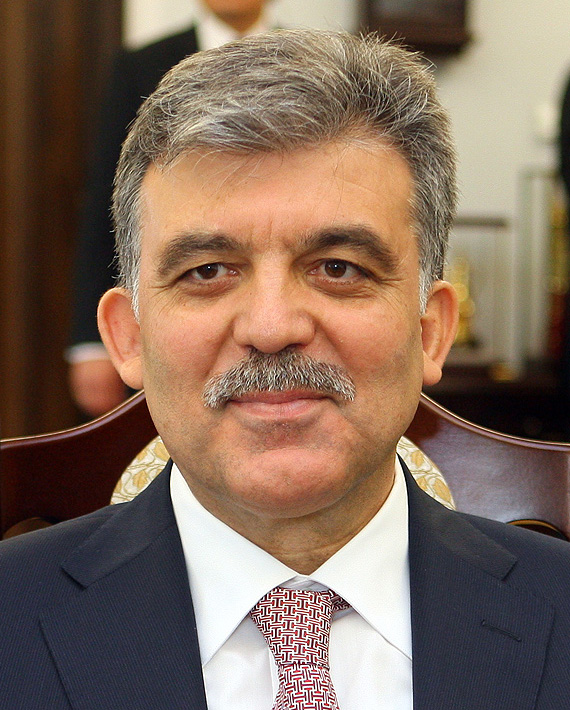
Abdullah Gül (2007-2014)

| Nom                | Âge               | Mandat    |
| ------------------ | ----------------- | --------- |
| Ahmet Necdet Sezer | 13 septembre 1941 | 2000-2007 |
| Abdullah Gül       | 29 octobre 1950   | 2007-2014 |